# لينث سيدينو
لينيث إيزابيل سيدينيو فالديراما (بالإنجليزية: Lineth Isabel Cedeño Valderrama)‏ (مواليد 5 ديسمبر 2000) هي لاعبة كرة قدم محترفة من بنما تلعب في مركز مهاجمة للمنتخب الوطني النسائي في بنما. وتُلقب بـ Palito (أي "العصا الصغيرة").

## المسيرة
بدأت سيدينو مسيرتها الكروية مع نادي Tauro FF. في عام 2019، انضمت إلى النادي الإسباني من الدرجة الثالثة Joventut Alamassora. وفي الموسم التالي، لعبت في الدرجة الثانية مع ألهاما سي إف.
انضمت إلى النادي الإيطالي هيلاس فيرونا في عام 2021، وظهرت لأول مرة في الدوري الإيطالي للسيدات في أغسطس 2021.

## الأهداف الدولية
تُعرض النتائج والأهداف بحيث يُذكر هدف بنما أولاً
| No. | التاريخ        | المكان                                              | الخصم               | النتيجة | النتيجة النهائية | المسابقة                                                           |
| --- | -------------- | --------------------------------------------------- | ------------------- | ------- | ---------------- | ------------------------------------------------------------------ |
| 1   | 27 أغسطس 2018  | أكاديمية IMG ‏ Field 6, برادنتون، الولايات المتحدة   | نيكاراغوا           | 4–0     | 4–0              | تصفيات بطولة كونكاكاف للسيدات 2018 ‏                                |
| 2   | 29 أغسطس 2018  | IMG Academy Field 11, برادنتون, الولايات المتحدة    | السلفادور           | 5–2     | 6–2              | تصفيات بطولة كونكاكاف للسيدات 2018 ‏                                |
| 3   | 10 أكتوبر 2018 | وايك ميد سوكر بارك، كاري، الولايات المتحدة          | المكسيك             | 2–0     | 2–0              | بطولة كونكاكاف للسيدات 2018 ‏                                       |
| 4   | 17 أكتوبر 2018 | استاد تويوتا، فريسكو، الولايات المتحدة              | جامايكا             | 2–2     | 2–2              | بطولة كونكاكاف للسيدات 2018 ‏                                       |
| 5   | 10 نوفمبر 2022 | استاد تشابين البلدي ‏، خيريز دي لا فرونتيرا، إسبانيا | فنزويلا             | 1–0     | 3–1              | ودية                                                               |
| 6   | 10 نوفمبر 2022 | استاد تشابين البلدي ‏، خيريز دي لا فرونتيرا، إسبانيا | فنزويلا             | 3–0     | 3–1              | ودية                                                               |
| 7   | 23 فبراير 2023 | وايكاتو ستاديوم، هاميلتون، نيوزيلندا                | باراغواي            | 1–0     | 1–0              | تصفيات كأس العالم للسيدات 2023 (مرحلة خروج المغلوب بين الاتحادات) ‏ |
| 8   | 9 أبريل 2023   | استاد روميل فرنانديز، باناما سيتي، بنما             | جمهورية الدومينيكان | 2–1     | 4–3              | ودية                                                               |
| 9   | 2 أغسطس 2023   | استاد سيدني لكرة القدم، سيدني، أستراليا             | فرنسا               | 3–5     | 3–6              | كأس العالم للسيدات 2023                                            |
| 10  | 25 أكتوبر 2023 | استاد روميل فرنانديز. باناما سيتي، بنما             | جامايكا             | 2–1     | 2–1              | تصفيات كأس الذهب للسيدات كونكاكاف 2024 ‏                            |

## روابط خارجية
- Lineth Cedeño